# Anarthruropsis galatheae
Anarthruropsis galatheae is een naaldkreeftjessoort uit de familie van de Anarthruridae. De wetenschappelijke naam van de soort is voor het eerst geldig gepubliceerd in 1968 door Lang.